# Вальдкаппель
Вальдкаппель (нім. Waldkappel) — місто в Німеччині, знаходиться в землі Гессен. Підпорядковується адміністративному округу Кассель. Входить до складу району Верра-Майснер.
Площа — 96,48 км2. Населення становить 4228 ос. (станом на 31 грудня 2020).